# 自主導引

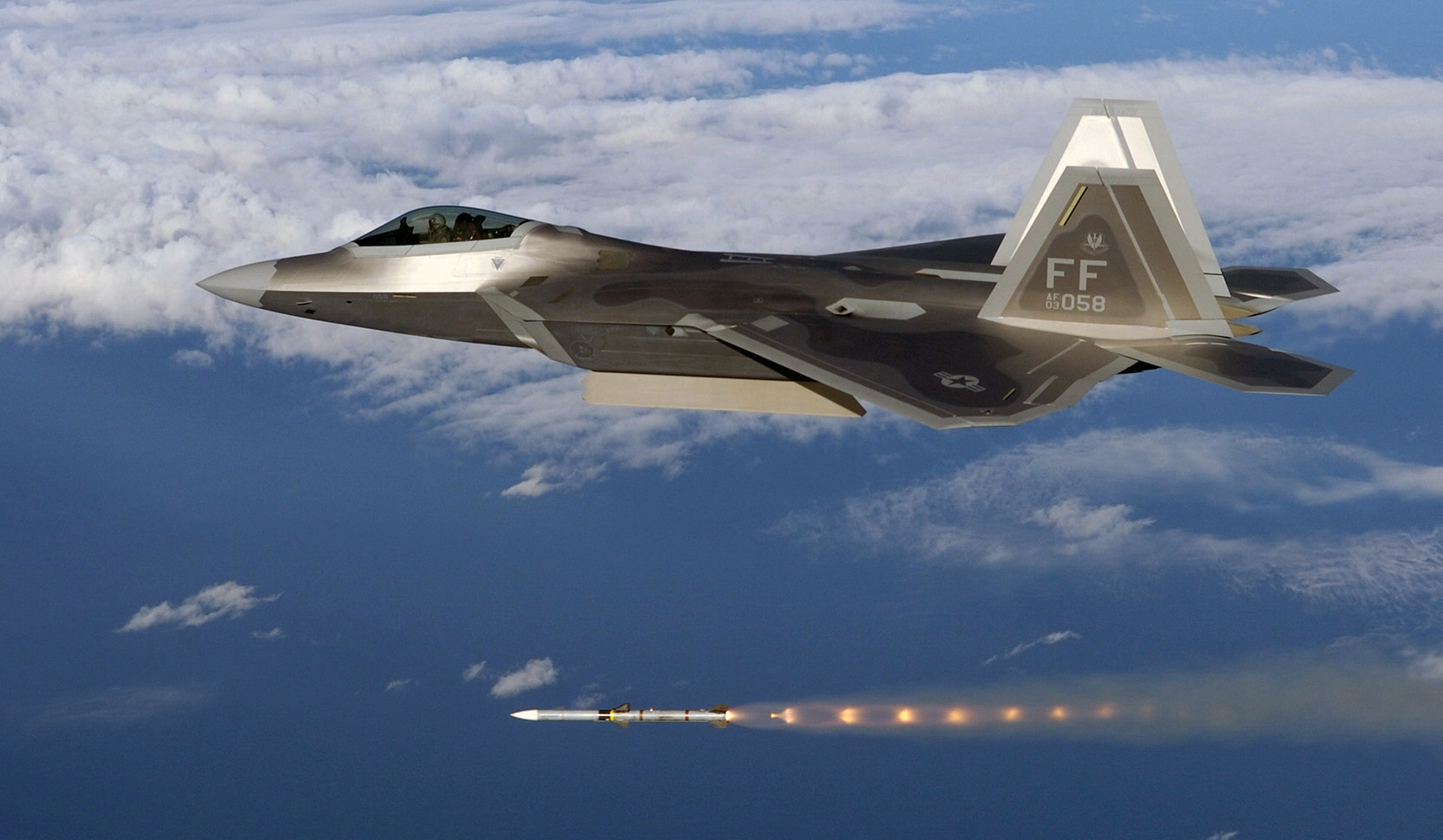
F-22發射 AIM-120

自主導引（Fire-and-forget），也譯作射後不理、即發即棄、發射後不管，是指武器在發射之後，就不再接受任何外界指揮、管制或者是火控系統的資料，更新自己的座標或者是目標的訊息。發射武器的載具能夠進行其他的作業，包括搜索標定下一個目標，或者是離開發射地點。

## 廣義的範圍
以廣義的解釋上，任何滿足上述的武器系統都可以算是具有自主導引的能力。這些武器包含沒有任何導引系統的傳統武器，譬如無導引的空用炸彈、火箭與子彈。這些武器在發射之後是完全無法加以控制或修正，發射的載具自然無法理會。
這種定義在現今提到自主導引的時候較少用到，通常都是採取較為狹義的解釋。

## 狹義的範圍
狹義的解釋就是能夠滿足自主導引條件的武器本身需要具備導引系統，未能滿足這個前提的武器系統也就不在考慮之列。具備自主導引能力的導引武器需要在發射之後就不需要或者是不能接受其他指揮，管制或者是射控系統的指揮或資料，任何資料的更新必須由武器本身去取得或者是計算。

## 重要性
自主導引能力的重要性著眼於提高武器與發射載具之間的使用效率，降低武器依賴其他系統提供本身或者是目標的更新資料，讓發射載具可以在最短的時間之內攻擊數量最多的目標或是提高發射載具的生存性。
譬如說，如果一架戰鬥機發射具有自主導引能力的飛彈之後，這架戰鬥機可以選擇要攻擊同一個或者是另外的目標，也可以選擇迴避其他可能的攻擊而得以生存下去。

## 導引方式與自主導引能力
一項武器系統是否具備自主導引能力，關鍵在於導引系統的設計方式，同樣的導引方式在不同的設計與運用下，在不同武器系統上會產生不同的結果，以下就較為常見的導引方式舉例說明。

### 慣性導引
慣性導引系統不接受外界的訊息，算是一種封閉的導引系統，因此，採用慣性導引系統的武器一定具備自主導引的能力。譬如彈道飛彈。普通枪支射出的子弹属于此类。

### 紅外線導引
被動紅外線導引系統追蹤來自於目標散發出來的紅外線訊號，因此在發射之後可以繼續追蹤這個訊號源，達到自主導引的能力。譬如AIM-9響尾蛇飛彈。
早期有另外一種紅外線導引是由發射載具或第三者以紅外線光源照射在目標上，武器上的導引系統追蹤由目標反射回來的訊號，這種方式無法滿足自主導引的定義。

### 雷達歸向導引
雷達歸向（Homing）導引包括主動雷達導引、半主動雷達導引以及被動雷達導引。
被動雷達導引接收由目標發射的無線電訊號，利用這個訊號作為追蹤目標與修正的根據，因此具有自主導引能力。譬如AGM-88高速反輻射飛彈。
主動雷達導引是最容易受到誤解的一種類型。理論上，主動雷達導引是利用武器自己攜帶的雷達，發射出的雷達波束，經由目標反射之後，用來追蹤目標與修正的依據，因此滿足具備自主導引能力的條件。但是現在的運用上，主動雷達導引的武器多半在發射之後經過一段由慣性導引控制，加上利用飛彈上的資料鏈接收來自其他指揮、管制或者是射控系統的更新資料，這個階段與前述的定義不合。只有當這個武器沒有資料鏈，或者是進入使用自己的雷達進行標定的階段，才算是自主導引。
譬如，俄羅斯的R77與美國的AIM-120空對空飛彈，都可以在飛行途中接收發射載具經由資料鏈提供的目標更新資料，在這個階段，發射載具無法完全脫離對這個目標的追蹤與掌握，但是可以對其他目標發射下一枚飛彈，只有當飛彈開啟鼻端的雷達時，發射載具才算是完全切斷與飛彈之間的聯繫，真正進入自主導引的階段。
另外像是美國的AGM-84魚叉反艦飛彈或是法國的飛魚反艦飛彈雖然也是主動雷達導引，現役的主要型號並沒有資料鏈的設計，因此發射之後就進入自主導引的階段。

### 光學影像導引
光學影像導引包括使用電視、低光度電視、紅外線影像與電偶合感光影像等。使用這一類導引系統的武器，假若在發射之後就無法接收來自系統的資料，這種武器就具備自主導引的能力。譬如AGM-65小牛飛彈，在發射之後，發射載具上無法繼續收到尋標器傳回來的目標影像，發射載具也無法控制飛彈。
有如主動雷達導引武器類似的地方是，有些武器能夠接收外接給予的導引訊號或者是指令，在進入完全獨立作業前，這種武器並未進入自主導引的階段。譬如，美國AGM-84E防區外對地攻擊飛彈，可以在發射之後維持與發射載具的聯繫，進入最後攻擊前發射載具上的人員，可以經由飛彈傳回的影像標定目標。

### 衛星導引
衛星導引是指接收來自衛星提供的資料，這種資料通常是協助武器修正運行中產生的誤差，提供命中的精確度。其中又以使用全球定位系統的各種武器最具代表性。譬如，美國的聯合直接攻擊彈藥是慣性與衛星導引合併使用的武器系統。

### 聲波導引
聲波導引主要是使用在水面下，採用這種導引方式最普遍的就是魚雷。聲波導引又可以分成主動聲波與被動聲波導引。主動聲波導引是由魚雷前端的聲納發射訊號追蹤目標。被動聲波導引是追蹤目標發射出來的聲波訊號，魚雷以被動聽音的方式得之目標的方位與動向。現代許多魚雷系統利用拖在後方的導線，接收來自發射載具的導引訊號，在這個階段，魚雷並未進入自主導引的狀態。只有當導線切斷之後，魚雷才進入自主導引階段。